# الرابطة الوطنية التشيلية لكرة القدم للمحترفين
الرابطة الوطنية التشيلية لكرة القدم للمحترفين (بالإسبانية: Asociación Nacional de Fútbol Profesional) هو الاتحاد الرياضي المسؤول عن تنظيم بطولات كرة القدم للمحترفين في تشيلي.
من الناحية القانونية، هي شركة قانونية خاصة، متميزة ومستقلة عن الأندية التي تتكون منها، وهي جزء من اتحاد تشيلي لكرة القدم. من خلال ذلك، ترتبط باللجنة الأولمبية التشيلية (COCh)، واتحاد أمريكا الجنوبية لكرة القدم (Conmebol) والاتحاد الدولي لكرة القدم (FIFA)، مع الالتزام بقوانينها ولوائحها وقواعدها الصادرة عن المجلس الدولي. 

## السلطات
تتولى الرابطة قيادة الجهات التالية:
- مجلس الرؤساء، ويتألف من رؤساء جميع الأندية من دوري الدرجة الأولى التشيلية و دوري الدرجة الثانية التشيلية.
- مجلس إدارة، يتألف من رئيس اتحاد تشيلي لكرة القدم مع ستة مديرين.
- الرئيس الممثل القانوني للجمعية.
- المحكمة، الهيئة المسؤولة عن شؤون الانضباط.
- اللجان الدائمة والانتقالية التي تؤسس المجلس ومجلس الإدارة.

## التكوين
الهيئات التالية مسؤولة عن الجوانب المختلفة للرابطة:
- لجنة العمليات.
- لجنة الشباب لكرة القدم.
- هيئة التحكيم.
- الهيئة القانونية.
- هيئة مراقبة المنشطات.
- اللجنة الفنية الوطنية.
- لجنة مراجعة المدققين.[2]
- لجنة الإنضباط.
- محكمة الشرف.
- محكمة الشؤون القانونية: مسؤولة عن حل النزاعات التي تنشأ بين الأندية أو بين الأندية والاتحاد.[3]